# 縁結びの妖狐ちゃん 王権篇
『縁結びの妖狐ちゃん 王権篇』（えんむすびのようこちゃん おうけんへん、原題：狐妖小红娘王权篇、英題：Fox Spirit Matchmaker: Sword and Beloved）は、動画配信サービスiQIYIにて放送予定のファンタジー時代劇ドラマである。主演は成毅（チェン・イー）と李一桐（リー・イートン）、共演に郭俊辰、何瑞賢、常華森、張凱瑩、佟夢実、饒嘉迪などが名を連ねている。
本作は、人気アニメ『縁結びの妖狐ちゃん』を原作としており、2023年10月8日に制作が正式発表され、2024年1月5日にクランクイン、同年5月2日にクランクアップした。
物語は、一気盟によって幼少期から妖怪退治のための「最終兵器」として育てられた王権富貴（おうけん・ふうき）が、王権山荘にスパイとして潜入してきた蜘蛛の妖精・清瞳（せいどう）と出会うことから始まる。清瞳との出会いをきっかけに、富貴が妖怪に対する見方が変化し、外の世界への関心が深まっていく。自由を求め、理想の世の中を夢見る富貴の心に灯がともり、やがては万剣に貫かれる苦難を経て、清瞳とともに王権山荘を離れ、自らの信念を貫く道へと歩み出す。

## あらすじ
王権富貴（演：成毅）は、王権弘業と東方淮竹の子であり、王権一族の中で最も強い実力者。彼は幼い頃から道門（道教の流派）の兵士として育てられ、自由のない生活を送ってきた。一方、清瞳（演：李一桐）は、毒娘子の命を受けて王権家にスパイとして送り込まれ、情報を探る役目を担っていた。しかし王権富貴と出会い、彼の助けによって自由を取り戻した。
同時に、王権富貴の心の中にも自由への憧れと「天下大同（すべての世界が平和で等しくあること）」という理想への思いが芽生え始める。幾千もの剣に貫かれる苦難を経て、彼は清瞳と共に王権山荘を離れ、自らが信じた道を歩み出す。

## キャスト

### メインキャスト
| 俳優   | 役       | 紹介 | 声優 |
| 成毅   | 王権富貴 | 王権弘業と東方淮竹の息子であり、東方月初の従兄。 王権一族で最強の道門兵士。 自身の「道」を追い求めて、王権一族を離れる。 「天下は妖の天下でも、人の天下でもない。すべての生きとし生けるものの天下だ！」 |      |
| 李一桐 | 清瞳     | 蜘蛛の妖精から化けた存在。 「私はもっともっと遠くへ行って、外の世界をあなたに見せてあげたいの。」 |      |

### 他のキャスト
| 俳優   | 役       | 紹介                                       | 声優 |
| 張智堯 | 王権弘業 | 王権富貴の父親。 淮水竹亭§領銜主演にご参照 |      |
| 范明   | 費管家   | 王権山莊の執事。                           |      |
| 郭俊辰 | 権無暮   |                                            |      |
| 何瑞賢 | 龍微雨   |                                            |      |
| 晏雲璟 | 風庭雲   |                                            |      |
| 常華森 | 梵雲飛   |                                            |      |
| 張凱瑩 | 厲雪揚   |                                            |      |
| 佟夢実 | 張琦     |                                            |      |
| 加奈那 | 卿離     |                                            |      |
| 譚凱   | 権景行   |                                            |      |
| 王弘毅 | 清澄     |                                            |      |
| 盧靖姍 | 音夫人   |                                            |      |
| 鄧孝慈 | 李慕海   |                                            |      |
| 海鈴   | 提燈女妖 |                                            |      |
| 饒嘉迪 | 雪妖     |                                            |      |